# Titanica
Titanica é um documentário de 1992 filmado em IMAX sobre o RMS Titanic. O filme foi dirigido por Stephen Low e narrado por Cedric Smith, Anatoly Sagalevich e Ralph White. O filme se foca em sua maioria em imagens tomadas dos destroços do RMS Titanic, apresentando imagens da equipe da expedição procurando pelos destroços bem como entrevistas com sobreviventes do naufrágio, Frank John William Goldsmith e Eva Hart. Usando Eva e os membros da tripulação, Low transmite a voz do documentário mostrando os destroços do Titanic como um cemitério que deve ser respeitado e tratado com precaução e cuidado. Foi o segundo longa metragem lançado no formato IMAX, depois de Stones at the Max de 1991. Uma versão editada com 40 minutos do filme foi também lançado posteriormente para cinemas  IMAX em 1995; esta versão tinha a narração de Leonard Nimoy, embora conserve a narração de White. Esta versão editada mais tarde se tornou a base para outra versão editada lançada  em 1997, com 27 minutos de entrevistas com Ralph White, Emory Kristof e outros especialistas.

## Produção
A equipe da expedição era compostas de russos, americanos e canadenses que operavam o navio de pesquisa Russo Akademik Mstislav Keldysh. Imagens do naufrágio foram obtidas por dois submersíveis Mir, algumas vezes trabalhando juntos, que tinham sido equipados com câmeras IMAX e luzes que geravam 150.000 watts, capazes de iluminar claramente o fundo do oceano. Imagens do naufrágio são comparadas com fotos históricas, mostrando o impacto total da tragédio.
No filme, Eva Hart comenta que antes do Titanic atingir o iceberg, sua mãe tinha comentado que chamar o navio de 'inafundável' era "rir na face do Todo-Poderoso."

## Recepção
O filme detém 60% de aprovação no Rotten Tomatoes baseado em 5 análises. Roger Ebert deu ao filme 3½ estrelas de um total de 4, afirmando que a filmagem "alcançou uma intimidade notável" com o naufrágio do Titanic, embora também afirma que teria gostado de ver mais imagens do naufrágio do Titanic e menos da equipe da expedição. Margaret McGurk do The Cincinnati Enquirer fez uma análise positiva em  2000, particularmente louvando os detalhes e tamanho das filmagens, afirmando que era "um exemplo que quando o formato grande do filme Imax realmente fazia jus ao seu potencial." Edward Johnson-Ott do NUVO falou favoravelmente tanto das imagens do naufrágio quando das da equipe da expedição, afirmando que a tripulação adicionou "um bem vindo humor enquanto mantinha a dignidade que uma incursão demanda."
Eva Hart, que tinha expressado preocupação sobre o saque ao naufrágio do Titanic, elogiou o filme, afirmando "A expedição IMAX Titanic não estava indo lá para saqueá-lo. Eu acho que é esplêndido."